# Sundance Film Festival 2020

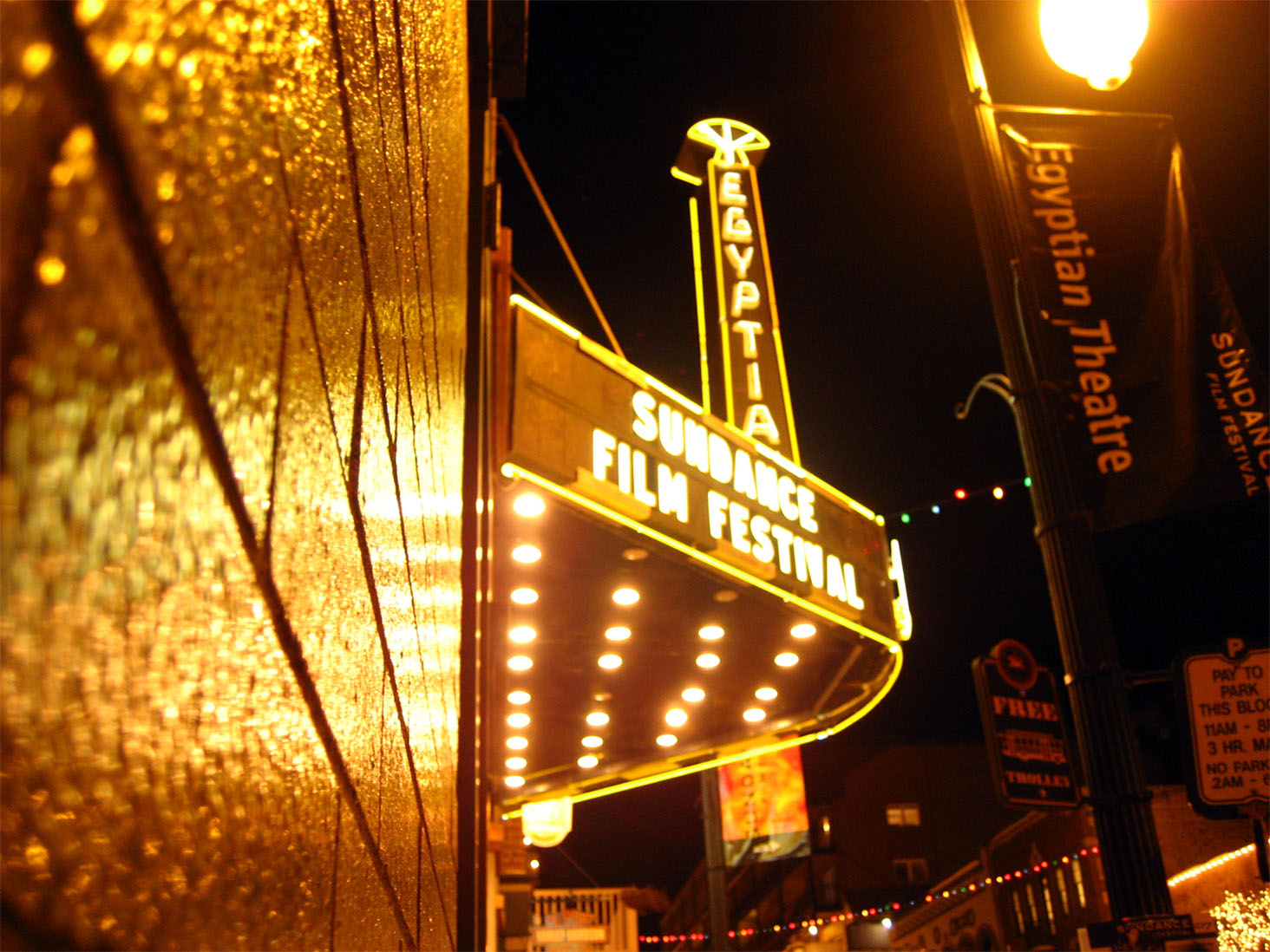
Das Mary G. Steiner Egyptian Theatre in Park City

Das 36. Sundance Film Festival fand vom 23. Januar bis 2. Februar 2020 in Park City, Utah, statt. Bei dem elftägigen Festival sollten insgesamt 118 Langfilme gezeigt werden. Die Filmauswahl wurde Anfang Dezember 2019 bekanntgegeben.

## Wettbewerbsfilme

### U.S. Dramatic Competition
- Blast Beat von Esteban Arango
- Dinner in America von  Adam Rehmeier
- The Evening Hour von Braden King
- Farewell Amor von Ekwa Msangi
- Mein 40-jähriges Ich (The 40-Year-Old Version) von Radha Blank
- Minari – Wo wir Wurzeln schlagen (Minari) von Lee Isaac Chung
- Miss Juneteenth von Channing Godfrey Peoples
- Never Rarely Sometimes Always von Eliza Hittman
- Nine Days von Edson Oda
- Palm Springs von Max Barbakow
- Save Yourselves! von Alex Huston Fischer und Eleanor Wilson
- Shirley von Josephine Decker
- Sylvie’s Love von Eugene Ashe
- Charm City Kings (auch Charm City Kings) von Angel Manuel Soto
- Wander Darkly von Tara Miele
- Zola von Janicza Bravo

### U.S. Documentary Competition
- A Thousand Cuts
- Bloody Nose, Empty Pockets
- Boys State
- Die Bruce Lee-Story – „Be Water!“ (Be Water) von Bao Nguyen
- The Cost of Silence
- Crip Camp
- Dick Johnson Is Dead
- Feels Good Man
- The Fight
- Mucho Mucho Amor
- Spaceship Earth
- Time
- Us Kids
- Welcome to Chechnya
- Whirlybird

### World Cinema Dramatic Competition
- Blanco de Verano (Summer White) von Rodrigo Ruiz Patterson
- Charter von Amanda Kernell
- Exil von Visar Morina
- High Tide von Verónica Chen
- Jumbo von Zoé Wittock
- Luxor von Zeina Durra
- Mignonnes (Cuties) von Maïmouna Doucouré
- Possessor von Brandon Cronenberg
- Surge von Aneil Karia
- This Is Not A Burial, It's A Resurrection von Lemohang Jeremiah Mosese
- Was geschah mit Bus 670? (Identifying Features) von Fernanda Valadez
- Yalda von Massoud Bakhshi

### World Cinema Documentary Competition
- Acasa, My Home
- The Earth Is Blue as an Orange
- Epicentro
- Influence
- Into the Deep
- The Mole Agent
- Once Upon A Time in Venezuela
- The Painter and the Thief
- The Reason I Jump
- Saudi Runaway
- Softie
- The Truffle Hunters

### Weitere Premieren
- Downhill von Nat Faxon und Jim Rash
- Dream Horse von Euros Lyn
- Falling von Viggo Mortensen
- The Father von Florian Zeller
- Four Good Days von Rodrigo Garcia
- The Glorias von Julie Taymor
- Herself von Phyllida Lloyd
- Horse Girl von Jeff Baena
- Ironbark von Dominic Cooke
- Kajillionaire von Miranda July
- The Last Shift von Andrew Cohn
- Das Letzte, was er wollte (The Last Thing He Wanted) von Dee Rees
- Lost Girls von Liz Garbus
- The Nest von Sean Durkin
- Promising Young Woman von Emerald Fennell
- Sergio von Greg Barker
- Tesla von Michael Almereyda
- Uncle Frank von Alan Ball
- Wendy von Benh Zeitlin
- Worth von Sara Colangelo

### Midnight
- Amulet von Romola Garai
- Bad Hair von Justin Simien
- His House von Remi Weekes
- Impetigore von Joko Anwar
- The House at Night (The Night House) von David Bruckner
- The Nowhere Inn von Bill Benz
- Relic – Dunkles Vermächtnis (Relic) von Natalie Erika James
- Renn, Liebling, Renn (Run Sweetheart Run) von Shana Feste
- Scare Me von Josh Ruben

### Spotlight
- Als wir tanzten (And Then We Danced)  von Levan Akin
- The Assistant von Kitty Green
- The Climb von Michael Angelo Covino
- Kollektiv – Korruption tötet (Colectiv) von Alexander Nanau
- Ema von Pablo Larraín
- La Llorona von Jayro Bustamante
- Die perfekte Kandidatin (The Perfect Candidate) von Haifaa Al Mansour

### Kids
- Binti – Es gibt mich! (Binti) von Frederike Migom
- Come Away von Brenda Chapman
- Timmy Flop: Versagen auf ganzer Linie (Timmy Failure: Mistakes Were Made) von Tom McCarthy

## Prämierte Filme
Die Preisverleihung fand im Februar 2020 in Park City statt.
- U.S. Grand Jury Prize: Documentary – Boys State, Regie: Jesse Moss
- U.S. Grand Jury Prize: Dramatic – Minari – Wo wir Wurzeln schlagen, Regie: Lee Isaac Chung
- World Cinema Grand Jury Prize: Documentary – Epicentro, Regie: Hubert Sauper
- World Cinema Grand Jury Prize: Dramatic – Yalda, a Night for Forgiveness, Regie: Massoud Bakhshi
- Audience Award: U.S. Documentary – Crip Camp, Regie: Jim LeBrecht und Nicole Newnham
- Audience Award: U.S. Dramatic – Minari – Wo wir Wurzeln schlagen, Regie: Lee Isaac Chung
- Audience Award: World Cinema Documentary – The Reason I Jump, Regie: Jerry Rothwell
- Audience Award: World Cinema Dramatic – Identifying Features, Regie: Fernanda Valadez
- Audience Award in der Sektion NEXT – I Carry You With Me, Regie: Heidi Ewing
- Directing Award: U.S. Documentary – Garrett Bradley für Time
- Directing Award: U.S. Dramatic –  Radha Blank für Mein 40-jähriges Ich
- Directing Award: World Cinema Documentary – Iryna Tsilyk für The Earth Is Blue as an Orange
- Directing Award: World Cinema Dramatic – Maïmouna Doucouré für Mignonnes (Cuties)
- Waldo Salt Screenwriting Award: U.S. Dramatic – Edson Oda für Nine Days
- U.S. Dramatic Special Jury Award for Ensemble Cast – The cast von Charm City Kings
- U.S. Dramatic Special Jury Award: Auteur Filmmaking – Josephine Decker für Shirley
- U.S. Dramatic Special Jury Award: Neo-Realism – Eliza Hittman für Never Rarely Sometimes Always
- U.S. Documentary Special Jury Award for Editing – Tyler H. Walk für Achtung Lebensgefahr! – LGBT in Tschetschenien
- U.S. Documentary Special Jury Award for Innovation in Non-fiction Storytelling – Kirsten Johnson für Dick Johnson Is Dead
- U.S. Documentary Special Jury Award for Emerging Filmmaker – Arthur Jones für Feels Good Man
- U.S. Documentary Special Jury Award for Social Impact Filmmaking – Eli Despres, Josh Kriegman und Elyse Steinberg für The Fight
- World Cinema Dramatic Special Jury Award for Acting – Ben Whishaw für Surge
- World Cinema Dramatic Special Jury Award for Visionary Filmmaking – Lemohang Jeremiah Mosese für This Is Not a Burial, It's a Resurrection
- World Cinema Dramatic Special Jury Award for Best Screenplay – Astrid Rondero und Fernanda Valadez für Identifying Features
- World Cinema Documentary Special Jury Award for Creative Storytelling – Benjamin Ree für The Painter and the Thief
- World Cinema Documentary Special Jury Award for Cinematography – Radu Ciorniciuc und Mircea Topoleanu für Acasa, My Home
- World Cinema Documentary Special Jury Award for Editing – Mila Aung-Thwin, Ryan Mullins und Sam Soko für Softie
- Alfred P. Sloan Award – Tesla, Regie: Michael Almereyda
- Gayle Stevens Volunteer Award – Devon Edwards

## Jurymitglieder
| U.S. Documentary Competition Jury - Kimberly Reed - Rachel Rosen - Courtney Sexton - E. Chai Vasarhelyi - Noland Walker World Cinema Dramatic Competition Jury - Haifaa Al Mansour - Wagner Moura - Alba Rohrwacher Alfred P. Sloan Feature Film Prize Jury - Ruth Angus - Emily Mortimer - Jessica Oreck - Ainissa Ramirez - Michael Tyburski | U.S. Dramatic Competition Jury - Rodrigo García - Ethan Hawke - Dee Rees - Isabella Rossellini - Wash Westmoreland World Cinema Documentary Competition Jury - Eric Hynes - Rima Mismar - Nanfu Wang NEXT Jury - Gregg Araki Shorts Competition Jury - Sian Clifford - Marcus Hu - Cindy Sherman |